# In due è un'altra cosa
In due è un'altra cosa (High Time) è un film del 1960 diretto da Blake Edwards.